# Владимировка (Томская область)
Владимировка — упразднённая деревня в Томском районе Томской области. Входила в состав Наумовского сельсовета. Исключена из учётных данных в 1972 г.

## География
Деревня располагалась на левом берегу реки Камышка, в 13,3 км (по прямой) к северо-западу от села Наумовка.

## История
Основана в 1899 г. В 1928 году состояла из 32 хозяйств. В административном отношении входила в состав Троицкого сельсовета Томского района Томского округа Сибирского края. Упразднена в 1972 г.

## Население
По данным переписи 1926 г. в деревне проживало 192 человека (96 мужчин и 96 женщин), основное население — русские.